# Satz von Lumer-Phillips
Der Satz von Lumer-Phillips ist ein Resultat aus der Theorie der stark stetigen Halbgruppen und charakterisiert Kontraktionshalbgruppen:
Seien {\displaystyle X} ein Banachraum und {\displaystyle (A,D(A))} ein in {\displaystyle X} dicht definierter, dissipativer Operator. Dann erzeugt der Abschluss {\displaystyle {\overline {A}}} von {\displaystyle A} eine Kontraktionshalbgruppe, also {\displaystyle \|e^{tA}\|\leq 1} für alle {\displaystyle t\geq 0}, genau dann, wenn für ein {\displaystyle \lambda >0} das Bild von {\displaystyle \lambda -A} dicht in {\displaystyle X} liegt.
Der Satz wurde 1961 von Günter Lumer und Ralph Phillips bewiesen und gehört mit dem Satz von Hille-Yosida zu den wichtigsten Sätzen aus dem Bereich der stark stetigen Halbgruppen. Im Gegensatz zum Satz von Hille-Yosida werden aber keine Abschätzungen für die Resolvente benötigt, so dass die Anwendung des Satzes von Lumer-Phillips im Falle eines konkreten Operators sich häufig einfacher gestaltet als die Anwendung des Satzes von Hille-Yosida.

## Folgerungen
- Sei {\displaystyle (A,D(A))} ein dicht definierter Operator auf einem Banachraum {\displaystyle X}. Sind sowohl {\displaystyle A} als auch die Adjungierte {\displaystyle A^{*}} dissipativ, erzeugt der Abschluss von {\displaystyle A} eine Kontraktionshalbgruppe.
- Ist {\displaystyle (A,D(A))} ein dissipativer Operator auf einem reflexiven Banachraum {\displaystyle X} und liegt das Bild von {\displaystyle \lambda -A} dicht in {\displaystyle X}, dann ist der Definitionsbereich vom Abschluss {\displaystyle {\overline {A}}} von {\displaystyle A} dicht in {\displaystyle X}. Aus dem Satz von Lumer-Phillips folgt, dass {\displaystyle {\overline {A}}} eine Kontraktionshalbgruppe erzeugt.

## Beispiel
- Betrachtet man auf {\displaystyle X:=L^{2}([0,1],\mathbb {R} )} (siehe {\displaystyle L^{p}}-Raum) den Laplace-Operator {\displaystyle Au:=u''} mit Dirichlet-Randbedingung, also {\displaystyle D(A):=\{u\in H^{2}([0,1],\mathbb {R} ):u(0)=u(1)=0\}}, so ist {\displaystyle A:D(A)\rightarrow X} invertierbar. Außerdem folgt aus der partiellen Integration {\displaystyle \langle Au,u\rangle =\int _{0}^{1}u''u\,\mathrm {d} x=-\int _{0}^{1}u'u'\,\mathrm {d} x\leq 0}. Somit erzeugt {\displaystyle A} eine Kontraktionshalbgruppe.